# Tafelberg (Surinam)
Tafelberg (1026 m) – szczyt w Górach Wilhelminy, w Surinamie. Góra znajduje się w Rezerwacie przyrody Sipaliwini we wschodniej części Gór Wilhelminy. Szczyt ma kształt spłaszczonego trójkąta o bokach długości 10 kilometrów i szerokości 15 kilometrów. Ściany są strome i wejście jest dostępne tylko od strony północno-zachodniej. Około 43 kilometry od Tafelbarga znajduje się Julianatop – najwyższy szczyt Gór Wilhelminy. W okolicy szczytu rośnie Aniba percoriacea występująca tylko w Surinamie.